# Éditions Esperluète
Les Éditions Esperluète sont une maison d'édition belge créée en 1994. L’éditeur publie de la littérature belge contemporaine en associant écrivains et plasticiens qui illustrent les ouvrages. Son siège est à Noville-sur-Mehaigne, dans la province de Namur.

## Historique
Esperluète est une maison d'édition créée en 1994, par Anne Leloup, graphiste et plasticienne. Son siège est à Noville-sur-Mehaigne.
Les éditions Esperluète font partie de l'association loi 1901 Les éditeurs associés,.

## Auteurs et illustrateurs
Quelques auteurs et illustrateurs édités :
- Anne Herbauts[3],[8], Eddy Devolder[4], François David[3], Jean-Roger Caussimon, Anne Brouillard, Carl Norac ou Lorenzo Mattotti[4].

## Exposition
- « Esperluète, atelier d’éditions », Namur, 2007